# Louvois
Louvois är en kommun i departementet Marne i regionen Grand Est (tidigare regionen Champagne-Ardenne) i nordöstra Frankrike. Kommunen ligger i kantonen Ay som tillhör arrondissementet Épernay. År 2018 hade Louvois 335 invånare.

## Befolkningsutveckling
Antalet invånare i kommunen Louvois
| Referens: INSEE |